# NGC 5619
NGC 5619 (другие обозначения — NGC 5619A, VV 408, UGC 9255, IRAS14248+0501, MCG 1-37-12, ZWG 47.44, PGC 51610) — спиральная галактика (Sb) в созвездии Дева.
Этот объект занесён в новый общий каталог несколько раз, с обозначениями NGC 5619, NGC 5619A.
Этот объект входит в число перечисленных в оригинальной редакции «Нового общего каталога».